# La Ligua
La Ligua is een gemeente in de Chileense provincie Petorca in de regio Valparaíso. La Ligua telde 35.390 inwoners in 2017 en heeft een oppervlakte van 1163 km².

## Geboren
- Héctor Puebla (1955), Chileens voetballer

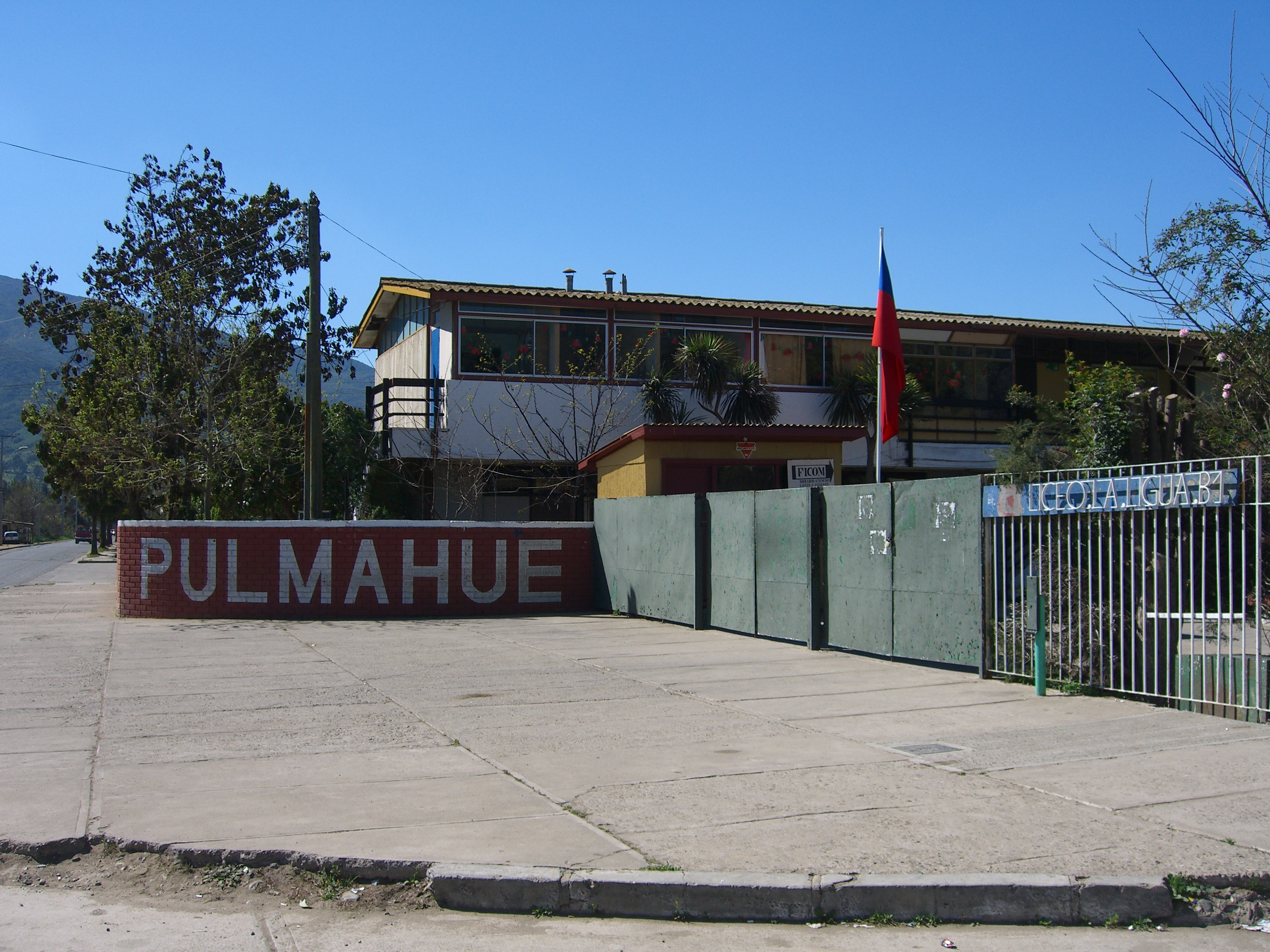
Lyceum Pulmahue in La Ligua

- Bibliothèque nationale de France: cb12459662j (data)
- Library of Congress Control Number: n90608477
- MusicBrainz: 5fd558a5-24cb-4b5f-b736-611d1d846a36
- Nationale Bibliotheek van Israël: 987007564993605171
- Virtual International Authority File: 158403128